# Station Stegny
Station Stegny was een spoorwegstation in de Poolse plaats Stegny aan de voormalige hoofdspoorlijn van Berlijn naar Koningsbergen.